# Campionati italiani femminili assoluti di atletica leggera 1946
I XXII campionati italiani femminili assoluti di atletica leggera si sono tenuti presso lo stadio Ennio Tardini di Parma il 22 settembre 1946. Furono assegnati undici titoli in altrettante discipline.
Tornò a far parte del programma dei campionati la gara del pentathlon, che però si tenne a Brescia il 20 ottobre dello stesso anno, in concomitanza con i campionati maschili di decathlon e 3000 metri siepi.
La classifica per società vide trionfare la Venchi Unica Torino con 67 punti, seguita dallo Sport Club Italia con 39 punti e dalla Virtus Bologna Sportiva con 34 punti. Furono undici le squadre partecipanti.

## Risultati

### Le gare del 22 settembre a Parma
| Specialità             | Oro                                                                                | Prestazione | Argento                                    | Prestazione | Bronzo                                   | Prestazione |
| Corse                  | Corse                                                                              | Corse       | Corse                                      | Corse       | Corse                                    | Corse       |
| ---------------------- | ---------------------------------------------------------------------------------- | ----------- | ------------------------------------------ | ----------- | ---------------------------------------- | ----------- |
| 100 m                  | Mirella Avalle Virtus Bologna Sportiva                                             | 12"6        | Franca Audifreddi Venchi Unica Torino      | 12"8        | Lucia Sereno Venchi Unica Torino         | 12"8        |
| 200 m                  | Anna Maria Cantù Venchi Unica Torino                                               | 26"4        | Zorzi Foot Ball Club Brescia               | 26"7        | Bora Sport Club Italia                   | 26"9        |
| 800 m                  | Eralda Zucchetti Sip Torino                                                        | 2'33"8      | Candian Sport Club Italia                  | 2'35"8      | Nobile                                   | 2'49"0      |
| 80 m hs                | Margherita Spettoli La Fratellanza Modena                                          | 12"4        | Elda Franco Sip Torino                     | 12"4        | Rossana Argenta ILVA Savona              | 12"5        |
| Staffetta 4×100 m      | Venchi Unica Torino Franca Audifredi Italia Lucchini Anna Maria Cantù Lucia Sereno | 50"6        | Virtus Bologna Sportiva                    | 50"8        | Sport Club Italia                        | 52"0        |
| Salti                  |                                                                                    |             |                                            |             |                                          |             |
| Salto in alto          | Ester Palmesino Sip Torino                                                         | 1,40 m      | Santambrogio Sport Club Italia             | 1,40 m      | Annamaria Trebbi Virtus Bologna Sportiva | 1,40 m      |
| Salto in lungo         | Amelia Piccinini Venchi Unica Torino                                               | 5,30 m      | Elda Franco Sip Torino                     | 5,13 m      | Piras                                    | 5,00 m      |
| Lanci                  |                                                                                    |             |                                            |             |                                          |             |
| Getto del peso         | Amelia Piccinini Venchi Unica Torino                                               | 12,29 m     | Edera Cordiale-Gentile Venchi Unica Torino | 11,27 m     | Ada Turci Venchi Unica Torino            | 10,96 m     |
| Lancio del disco       | Edera Cordiale-Gentile Venchi Unica Torino                                         | 38,39 m     | Beccari Sport Club Italia                  | 37,63 m     | Gabre Gabric Football Club Brescia       | 36,28 m     |
| Lancio del giavellotto | Ada Turci Venchi Unica Torino                                                      | 36,02 m     | Marchionne                                 | 30,60 m     | Comin                                    | 30,07 m     |

### Il pentathlon del 20 ottobre a Brescia
| Specialità | Oro                                  | Prestazione | Argento                         | Prestazione | Bronzo                      | Prestazione |
| ---------- | ------------------------------------ | ----------- | ------------------------------- | ----------- | --------------------------- | ----------- |
| Pentathlon | Amelia Piccinini Venchi Unica Torino | 3506 p.     | Elda Franco Venchi Unica Torino | 2785 p.     | Camasto Venchi Unica Torino | 2651 p.     |